# Mack and Rita
Pour plus de détails, voir Fiche technique et Distribution.
Mack and Rita est une comédie américaine réalisée par Katie Aselton, d'après un scénario de Madeline Walter et Paul Welsh, sortie en 2022.

## Synopsis
Mack Martin, 30 ans, rejoint à contrecœur l'enterrement de vie de jeune fille de sa meilleure amie Carla à Palm Springs. Fatiguée du rythme effréné de fêtes et d'alcool, elle propose à ses amies un rituel de "régression", proposée par une mystérieuse et mystique tente sur le bord de la route. 
À son réveil, elle apparaît soudainement sous la forme d'une femme de soixante-dix ans. Libérée des contraintes des attentes des autres, la nouvelle vie de Mack, désormais surnommée "Tante Rita", prend finalement tout son sens...

## Distribution
- Diane Keaton (VF : Cristelle Ledroit) : Mackenzie « Mack » Martin sous la forme de Tante Rita
  - Elizabeth Lail (VF : Émilie Charbonnier) : Mackenzie « Mack » Martin
- Taylour Paige (VF : Élodie Lasne) : Carla
  - Ayla Rae Nael : Carla, jeune
- Dustin Milligan (VF : Sébastien Mortamet) : Jack
- Simon Rex (VF : Pascal Gimenez) : Luca
- Loretta Devine (VF : Élise Gamet) : Sharon
- Wendie Malick (VF : Sandra Vandroux) : Angela
- Lois Smith (VF : Hélène Pierre) : Betty
- Amy Hill (VF : Justine Hostekint) : Carol
- Martin Short : Cheese (voix)
- Nicole Byer (en) (VF : Romy Chenelat) : Urth
- Patti Harrison (VF : Marie Dessalle) : Stephanie
- Aimee Carrero (VF : Amandine Longeac) : Sunita
- Addie Weyrich (VF : Mathilde Dhondt) : Ali
- Catherine Carlen : Grammie Martin
- Sara Amini : Michelle
- Lauren Beveridge : Molly

Version française dirigée par Laurent Pasquier au studio EVA France, d'après une adaptation des dialogues d'Isabelle Seleskovitch.
 Source et légende : version française (VF) sur RS Doublage et carton du doublage français.